# دارافشان
دارافشان (بالفارسية: دارافشان) هي قرية تقع في قسم غركن الشمالي الريفي (مقاطعة فلاورجان) في إيران. يقدر عدد سكانها بـ 489 نسمة .